# Lijst van sekswerkersorganisaties
Dit is een lijst van sekswerkersorganisaties, dat wil zeggen, organisaties die opkomen voor de rechten en belangen van sekswerkers.
Bijna alle sekswerkersorganisaties over de hele wereld zijn voorstander van de decriminalisering van sekswerk en meestal is dat ook hun hoofddoel.

## Internationaal
| Naam en afkorting                                                                               | Opgericht | Bediende regio       | Noten |
| ----------------------------------------------------------------------------------------------- | --------- | -------------------- | --- |
| African Sex Workers Alliance (ASWA)                                                             | 2009      | Afrika               | Opgericht in Johannesburg. Gevestigd in Nairobi. |
| Asia Pacific Network of Sex Workers (APNSW)                                                     | 1994      | Azië                 | Gevestigd in Bangkok. |
| Caribbean Sex Workers Coalition (CSWC)                                                          |           | Caraïben             | Gevestigd in Berbice (Guyana). |
| Global Network of Sex Work Projects (NSWP)                                                      | 1990      | Wereld               | Gevestigd in Edinburgh. |
| European Sex Workers' Rights Alliance (ESWA)                                                    | 1985      | Europa Centraal-Azië | Gevestigd in Amsterdam. Tot de doorstart in 2005 International Committee for Prostitutes' Rights (ICPR) genaamd en tussen 2005 en 2021 International Committee for the Rights of Sex Workers in Europe (ICRSE). Publiceerde in 1985 het World Charter for Prostitutes' Rights. |
| Plataforma LatinoAmerica de Personas que EjeRcen el Trabajo Sexual (PLAPERTS)                   | 2014      | Latijns-Amerika      | Gevestigd in Machala. |
| Red Umbrella Fund (RUF)                                                                         | 2012      | Wereld               | Gevestigd in Amsterdam. Subsidieert sekswerkersgroepen wereldwijd. |
| Sex Trade Workers Industrial Union 690                                                          | 1995      | Wereld               | Tak van de Industrial Workers of the World (IWW) gevestigd in Chicago. |
| Sex Workers' Rights Advocacy Network for Central and Eastern Europe and Central Asia (SWAN)     | 2006      | Eurazië              | |
| TAMPEP (European Network for HIV/STI Prevention and Health Promotion among Migrant Sex Workers) | 1993      | Europa               | Gevestigd in Amsterdam. Gehost vanuit Helsinki. |

### Ondersteunend
Deze internationale organisaties worden niet primair geleid door sekswerkers en hun activisme betreft ook niet primair sekswerk, maar toch hebben ze een aanzienlijk deel van hun inspanningen gewijd aan het bepleiten van de rechten van sekswerkers, inclusief decriminalisering. In de literatuur worden dergelijke ondersteunende organisaties "bondgenoten" genoemd.
| Naam en afkorting                                | Steun sinds       | Bediende regio | Noten |
| ------------------------------------------------ | ----------------- | -------------- | --- |
| Amnesty International (AI)                       | 2015              | Wereld         | In Londen gevestigde mensenrechtenorganisatie die sinds 2015 heeft gepleit voor decriminalisering van consensueel sekswerk.                |
| Global Alliance Against Traffic in Women (GAATW) | 1994 (begin)      | Wereld         | In Bangkok gevestigde coalitie tegen mensenhandel, heeft 'sinds zijn oprichting' onderscheid gemaakt tussen sekswerk en mensenhandel.      |
| Human Rights Watch (HRW)                         | 2014 (ten minste) | Wereld         | In New York gevestigde mensenrechtenorganisatie die sinds ten minste 2014 heeft gepleit voor decriminalisering van vrijwillig sekswerk.:47 |
| ILGA                                             | 2019              | Wereld         | In Genève gevestigde internationale coalitie van meer dan 1500 lhbti-organisaties, riep in 2019 op tot de decriminalisering van sekswerk.  |
| La Strada International (LSI)                    | 1995              | Europa         | In Amsterdam gevestigde Europese coalitie tegen mensenhandel, heeft decriminalisering als een 'strategic focus area'.                      |
| The Lancet                                       | 2014 (minstens)   | Wereld         | Wereldwijd medisch tijdschrift, minstens sinds 2014 met de themareeks "HIV and sex workers".                                               |
| UNAIDS                                           | 2012              | Wereld         | VN-programma ter bespreiding van de hiv/aids-pandemie, op basis van de nieuwe WHO-richtlijnen van 2012.                                    |
| UNFPA (Bevolkingsfonds)                          | 2012              | Wereld         | VN-agentschap voor reproductieve en moederlijke gezondheid, op basis van de nieuwe WHO-richtlijnen van 2012.                               |
| Wereldgezondheidsorganisatie (WHO)               | 2012              | Wereld         | VN-agentschap voor de internationale volksgezondheid, op basis van de nieuwe WHO-richtlijnen van 2012.                                     |

## België
| Naam        | Opgericht | Bediende regio                             | Noten |
| ----------- | --------- | ------------------------------------------ | --- |
| Violett     | 2019      | Vlaamse Gemeenschap (Vlaanderen + Brussel) | Gevestigd in Antwerpen. Opgezet in 2019 als koepel voor Ghapro en Pasop, die aparte vzw's blijven: - Ghapro vzw (provincie Antwerpen, deel Vlaams-Brabant). Opgericht in 2002, gevestigd in Antwerpen. - Pasop vzw (rest van Vlaanderen, Brussels Gewest). Opgericht in 1990, gevestigd in Gent. |
| UTSOPI      |           | België                                     | Landelijk collectief van sekswerkers. |
| Alias       |           | Brussel                                    | Voor mannelijke en trans sekswerkers. |
| Boysproject |           | Antwerpen                                  | Voor mannelijke en trans sekswerkers. |
| Espace P    |           | Franse Gemeenschap                         | Brussel en Wallonië. |
| Icar        |           | Wallonië                                   | Wallonië. |

## Nederland
| Naam en afkorting              | Opgericht | Bediende regio | Noten |
| ------------------------------ | --------- | -------------- | --- |
| PROUD                          | 2015      | Nederland      | Nationale belangenbehartiger van (oud-)sekswerkers, fungeert als vakbond. Gevestigd in Amsterdam. Opvolger van De Rode Draad.                            |
| Red Light United               | 2019      | De Wallen      | Vakbond van (vooral buitenlandse) raamwerkers op De Wallen. Gevestigd in Amsterdam.                                                                      |
| Aidsfonds / Soa AIDS Nederland | 1985      | Nederland      | In 2004 gefuseerd met Stichting soa-bestrijding. Het Sex Work Projects Programme richt zich op soa-preventie onder sekswerkers. Gevestigd in Amsterdam.  |
| TAMPEP                         | 1993      | Europa         | Noemt zich het 'European Network for HIV/STI Prevention and Health Promotion among Migrant Sex Workers'. Gevestigd in Amsterdam. Gehost vanuit Helsinki. |

## Suriname
| Naam en afkorting                              | Opgericht | Bediende regio | Noten |
| ---------------------------------------------- | --------- | -------------- | --- |
| Stichting Rachab                               | 1994      | Suriname       | Bevordert de rechten en gezondheid van alle sekswerkers in Suriname. Heette oorspronkelijk Stichting Maxi Linder Association (SMLA), naar beroemd sekswerker Maxi Linder. |
| Suriname Collection of Sex Workers (DCF–SUCOS) | 2018      | Suriname       | Stichting gevestigd in Paramaribo geregistreerd als DCF door Denise Carr in 2018. Ontstaan uit de ongeregistreerde SUCOS (2015).                                          |
| Suriname Men United (SMU)                      | 2005      | Suriname       | Ngo gevestigd in Paramaribo voor het welzijn van mannen die seks hebben met mannen in Suriname. Is voorstander van decriminalisering van sekswerk.                        |